# Lothianbridge Viaduct
Der Lothianbridge Viaduct, auch Newbattle Viaduct, South Esk Viaduct oder Dalhousie Viaduct, ist eine Eisenbahnbrücke in der schottischen Council Area Midlothian im Verlauf der Bahnlinie Borders Railway. 1971 wurde das Bauwerk in die schottischen Denkmallisten in der Denkmalkategorie B aufgenommen. Es ist nicht zu verwechseln mit der Straßenbrücke Lothian Bridge bei Pathhead.

## Geschichte
Am selben Standort existierte ein Vorgängerbauwerk. Der Eisenbahnviadukt wurde im Jahre 1831 erbaut und war als Newbattle Viaduct oder South Esk Viaduct bekannt. Es handelte sich um eine gusseiserne Brücke, die den South Esk mit 22 Bögen überspannte. Für die Baukosten in Höhe von 21.000 £ kam der Marquess of Lothian auf, der sich eine bessere Bahnanbindung seiner Kohleminen versprach. Mit dem Ausbau der Bahnstrecke zum ersten Abschnitt der späteren Waverley Line wurde der Viadukt niedergerissen und durch den heutigen Lothianbridge Viaduct ersetzt.
Die Brücke wurde im Jahre 1847 fertiggestellt. Für den Entwurf zeichnet John Miller verantwortlich. Mit der Schließung der gesamten Strecke am 6. Januar 1969 wurde der Viadukt obsolet. Die Schienen wurden zwischenzeitlich entfernt. Für den Wiederaufbau der Waverley Route als Borders Railway zwischen Edinburgh und Tweedbank, die am 6. September 2015 eröffnet wurde, wurde die Brücke wieder für den Eisenbahnverkehr saniert und hergerichtet. Seit Oktober 2014 liegen auf dem Lothianbridge Viaduct wieder Schienen.

## Beschreibung
Der Lothianbridge Viaduct überspannt direkt südlich der A7 den South Esk zwischen den Städten Bonnyrigg und Newtongrange. Der Mauerwerksviadukt quert den Fluss mit 23 Rundbögen. Diese weisen lichte Weiten zwischen 11,6 m und 13,4 m auf und sind mit Backstein ausgemauert. Die lichte Höhe beträgt etwa 24 m. Das Sandsteinmauerwerk ist entlang der Pfeiler mit schlichten Gurtgesimsen verziert. Durch den östlichsten Bogen wird die A7 geführt. Er verläuft als einziger nicht lotrecht zur Brücke, sondern schräg.